# Walter Erman
Walter Alexander Erman (* 19. September 1904 in Münster; † 6. November 1982 in Havixbeck) war ein deutscher Rechtswissenschaftler. Er wurde durch den seinen Namen tragenden Handkommentar zum Bürgerlichen Gesetzbuch weithin bekannt.

## Biographie
Walter Erman entstammte einer Familie mit bedeutenden Akademikern. So waren sein Vater der deutsche Jurist und Hochschullehrer Heinrich Erman, sein Großvater der Physiker und Geologe Georg Adolf Erman und seine Urgroßväter der Physiker Paul Erman und der Astronom Friedrich Wilhelm Bessel. Sein Onkel war der Ägyptologe Adolf Erman.
Erman besuchte in Münster das Schiller-Gymnasium und nahm im Jahre 1922 das Studium der Rechtswissenschaften und der Volkswirtschaftslehre an der Universität Münster auf. Er studierte außerdem in München und Berlin und schloss sein Studium mit dem ersten Staatsexamen (1925) und dem zweiten Staatsexamen (1929) in Münster vor dem Oberlandesgericht Hamm mit Auszeichnung ab. Zuvor wurde er bereits bei dem Honorarprofessor Hallermann mit einer Arbeit über „Wissenschaftliches Eigentum (Frage des Entdeckungsschutzes in Anlehnung an Patent- und Urheberrecht)“ zum Dr. jur. promoviert. Er erhielt die Note summa cum laude. Nach dem Studium trat er in den Justizdienst ein. Von 1930 bis 1945 war er Landgerichtsrat in Münster. Seine Beförderung zum Oberlandgerichtsrat wurde 1932/33 sowie 1943 trotz hervorragender Leistungen und persönlicher Empfehlungen abgelehnt, da er wegen der jüdischen Ehefrau seines Urgroßvaters Paul Erman nicht „reinrassig“ im Sinne der NS-Ideologie war.
Im Winter- und Sommersemester 1926 und 1927 war er Fakultätsassistent an der Universität Münster. Ab dem Wintersemester 1930/31 erhielt er einen besoldeten Lehrauftrag für ein Repetitorium auf dem Gebiet des Privatrechts, welches im Sommersemester 1933 auf Handels- und im Sommersemester 1934 auf Zivilprozessrecht erweitert wurde. Im Sommersemester 1935 bewarb er sich für eine freie Assistenzstelle, die ihm allerdings vom nationalsozialistischen deutschen Dozentenbund untersagt wurde, ebenso wie im Jahr 1933 zuvor schon seine Habilitation, obwohl er seine Habilitationsschrift (Titel: „Zur Haftung für das Verhalten bei Vertragsverhandlungen“) schon fertiggestellt hatte. Ob ihm die Habilitation aus persönlichen oder politisch-rassistischen Gründen verwehrt wurde, kann nicht abschließend geklärt werden. Im Jahre 1936 stellte er selbst den Antrag, seinen Lehrauftrag niederzulegen, was ihm schließlich gewährt wurde. Ab 1940 diente er als Soldat an der Ostfront.
Nach dem Zusammenbruch des Dritten Reiches konnte Erman 1946 zum Professor der Rechtswissenschaften an der Universität Münster habilitieren. Bereits ein Jahr später wechselte Erman nach Köln an den obersten Gerichtshof für die Britische Militärzone, später dann als Senatspräsident zum Oberlandesgericht. Ein Angebot, Richter am Bundesgerichtshof zu werden, schlug er aus, um weiter lehren zu können. Von 1956 bis 1958 war er Präsident des Landesjustizprüfungsamtes von Nordrhein-Westfalen. 1958 wurde er auf den Lehrstuhl für Bürgerliches Recht und Handelsrecht an der Universität zu Köln berufen. 1982 starb Erman in Havixbeck.

## Veröffentlichungen (Auswahl)
- Wissenschaftliches Eigentum (= Arbeiten zum Handels-, Gewerbe- und Landwirtschaftsrecht. Bd. 52). Mit einer Vorrede von Ernst Heymann. Elwert, Marburg 1929.
- Personalgesellschaften auf mangelhafter Vertragsgrundlage. Aschendorff, Münster 1947.
- (Hrsg.) Handkommentar zum Bürgerlichen Gesetzbuch. Aschendorff, Münster 1952, 4. Aufl. 1967.
- Die Globalzession in ihrem Verhältnis zum verlängerten Eigentumsvorbehalt. Müller, Karlsruhe 1960.